# هانيء بن عروة

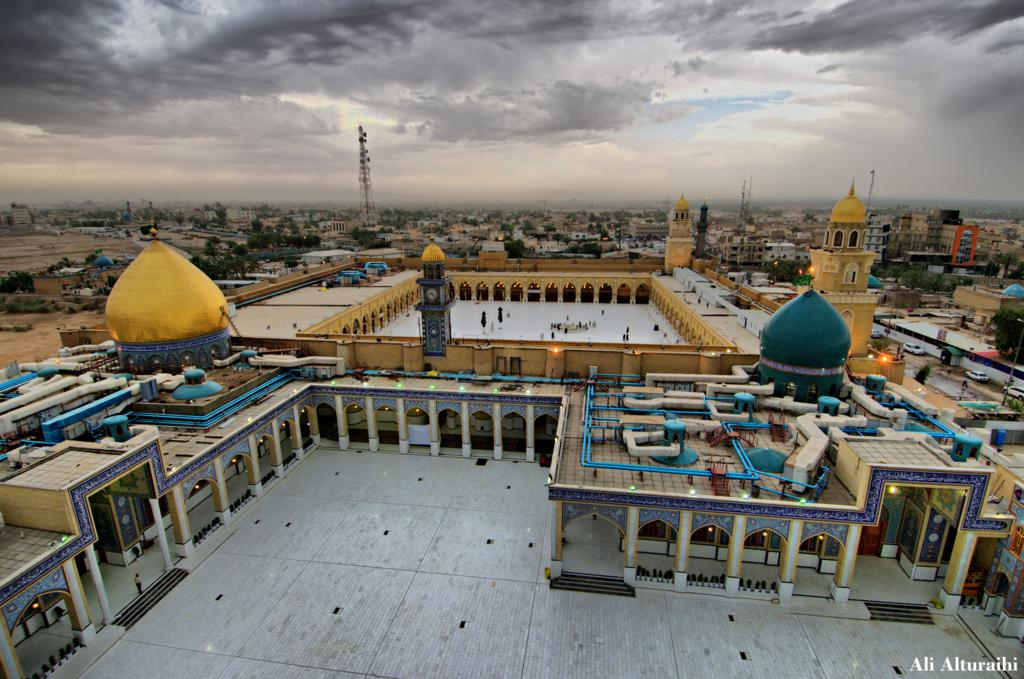
مرقد هانئ بن عروة (إلى اليمين من الصورة) في الكوفة.

هانئ بن عروة بن نمران بن عمرو بن قعاس بن عبد يغوث بن مخدش بن حصر بن غنم بن مالك بن عوف بن منبه بن غطيف بن مراد بن مذحج أبو يحيى المذحجي المرادي الغطيفي. تابعي جَّليل من أصحاب علي بن أبي طالب, حارب معه في الجمل وصفين والنهروان, وهو من أعلام القرن الأول الهجري. كان هانئ من وجهاء أنصار علي بن أبي طالب في مدينة الكوفة ومن المناصرين لمسلم بن عقيل وثورته. ألقى عبيد الله بن زياد القبض عليه وأُعدم في يوم عرفة التاسع من ذو الحجة سنة 60 للهجرة وأرسل رأسه إلى يزيد بن معاوية وكان عمره آنذاك بِضعاً وتسعين. بينما لا تذكر رواية الطبري إرسال الرأس إلى يزيد.

## نسبه
هو هانئ بن عروة بن الفضفاض بن نمران بن عمرو بن قماس بن عبد يغوث المرادي ثم الغطيفي يرجع نسبه إلى بني مراد من قبيلة مَذحِج و كان وجه بني مراد وسيدهم من أشراف الكوفة ومتقدميهم.

## نبذة عن حياتة ما قبل ورود مسلم بن عقيل إلى الكوفة
لم تسعفنا المصادر التاريخية بمعلومات وافرة عن حياته قبل دخول سفير الحسين بن علي مسلم بن عقيل الكوفة، واكتفت بالإشارة إلى اشتراكه في معركة الجمل و صفين  و كان أحد الوجوه التي كان علي بن أبي طالب يستشيرها في معركة صفين. ولما دعا علي بن أبي طالب حسان بن مخدوج، فجعل له رياسة كندة وربيعة التي كانت للأشعث بن قيس، فتكلم في ذلك أناس من أهل اليمن، منهم الأشتر، وعدي الطائي، وزحر بن قيس وهانئ بن عروة، فقاموا إلى علي فقالوا: يا علي، إن رياسة الأشعث لا تصلح إلا لمثله، وما حسان بن مخدوج مثل الأشعث.
و كان هانئ أحد اقطاب ثورة حجر بن عدي ضد إبن زياد. و كان من المعترضين على ولاية يزيد فقد أشارت بعض المصادر التاريخية والحديثية إلى أن وفداً من أهل الكوفة وفد على معاوية حين خطب لابنه يزيد بالعهد بعده وفي أهل الكوفة هانئ بن عروة المرادي وكان سيداً في قومه، فقال يوما في مسجد دمشق والناس حوله: العجب لمعاوية يريد أن يقسرنا على بيعة يزيد وحاله حاله وما ذاك والله بكائن.

## قبيلته
كان هانئ سيداً في قومه وقد سجل لنا المسعودي في تاريخه وغيره من المؤرخين ما يشير إلى عظم مكانة الرجل في قومه بأن هانئ بن عروة كان شيخ مراد وزعيمها إذا ركبَ ركبَ معه أربعة آلاف دارع وثمانية آلاف راجل، فإذا أجابتها أحلافها من كندة وغيرها كان في ثلاثين ألف دارع. و مع ذلك ترك وحيداً حينما اقتيد من قبل زبانية ابن زياد ولم يستجب دعوته أحد من تلك الجموع الغفيرة. و كان علي بن أبي طالب قد تنبأ بمصير هانئ وشهادته.

## دوره في حركة مسلم بن عقيل

### داره مركز للثورة
لعب هانئ بن عروة دوراً بارزاً في حركة مسلم بن عقيل وذلك بعد انتقال مسلم إلى دار هانئ وتركه لبيت المختار بن أبي عبيد الثقفي بعد انكشاف أمره من قبل رجال عبيد الله بن زياد. و جاء في رواية الطبري أنه لمّا سمع مسلم بن عقيل بمجئ عبيدالله ومقالته التي قالها وما أخذ به العرفاء والناس فخرج من دار المختار وقد علم به حتى انتهى إلى دار هانئ بن عروة المرادى فدخل بابه وأرسل إليه أن اخرج فخرج إليه هانئ فكره هانئ مكانه حين رآه فقال له مسلم أتيتك لتجيرني وتضيفنى فقال رحمك الله لقد كلفتني شططا ولولا دخولك دارى وثقتك لاحببت ولسألتك أن تخرج عنى غير أنه يأخذني من ذلك ذمام وليس مردود مثلى على مثلك عن جهل أدخل فآواه وأخذت الشيعة تختلف إليه في دار هانئ بن عروة. و إنما اختيرت دار هانئ مركزاً للثورة بعد دار المختار لما يتمتع به هانئ من نفوذ اجتماعي ومكانة مرموقة في الوسط الكوفي.
وجاء شريك بن الأعور الهمداني- وكان من خواص علي بن أبي طالب و من سادات الشيعة في البصرة- مع عبيد الله بن زياد، فمرض فنزل (في) دار هانئ أياما وكان صديقا له و دعا هانئ بن عروة لمؤازرة مسلم بن عقيل والدفاع عنه، ثم قال لمسلم: إن عبيد الله بن زياد يعودني وإني مطاوله الحديث، فاخرج إليه بسيفك فاقتله،  و علامتك أن أقول: اسقوني ماء، ونهاه هانئ عن ذلك، فلما دخل عبيد الله على شريك وسأله عن وجعه وطال سؤاله ورأى أن أحدا لا يخرج فخشي أن يفوته فأخذ يقول: ما الانتظار بسلمى أن تحييها * «كأس المنية بالتعجيل اسقوها» فتوهم ابن زياد وخرج... فلما خرج ابن زياد دخل مسلم والسيف في كفه، قال له شريك: ما منعك من الأمر؟ فذكر له مسلم مبررات امتناعه عن قتله.

### جواسيس السلطة تراقب حركة الثورة
ولمّا شعر عبيد الله بن زياد بخطر الثورة دسّ عبداً شاميّا له يسمى معقل لمراقبة دار هانئ بن عروة  فخاف هانئ بن عروة عبيدالله على نفسه فانقطع عن حضور مجلسه وتمارض، فقال ابن زياد لجلسائه: ما لي لا أرى هانئا؟ فقالوا: هو شاك، فقال: لو علمت بمرضه لعدته، ودعا محمد بن الاشعث، وأسماء بن خارجة ، و عمرو بن الحجاج الزبيدي ،
و كانوا من أقرباء هانئ وأصدقائه، فقال لهم: ما يمنع هانئ بن عروة من إتياننا ؟ فقالوا: ما ندري وقد قيل: إنه يشتكي، قال: قد بلغني أنه قد برئ، وهو يجلس على باب داره، فالقوه ومروه أن لا يدع ما عليه من حقنا، فإنّي لا أحب أن يفسد عندي مثله من أشراف العرب. فأتوه حتى وقفوا عليه عشية، وهو جالس على بابه وقالوا له: ما يمنعك من لقاء الأمير؟ فإنه قد ذكرك وقال: لو أعلم أنه شاك لعدته. فقال لهم: الشكوى تمنعني. وما زالوا به حتى اقنعوه بالذهاب إلى دار الإمارة فلما دخل قال له عبيد الله بن زياد: إيه يا هانئ بن عروة، ما هذه الامور التي تربص في دارك لأمير المؤمنين وعامة المسلمين؟ جئت بمسلم بن عقيل فأدخلته دارك وجمعت له الجموع، والسلاح و الرجال في الدور بحولك وظننت أن ذلك يخفى علي؟ فانكر هانئ ذلك، فدعا ابن زياد معقلا- ذلك الجاسوس- فجاء حتى وقف بين يديه،
فقال له: أتعرف هذا ؟ ...فلما كثر الكلام بينهما قال عبيد الله: أدنوه مني فادني منه، فاستعرض وجهه بالقضيب فلم يزل يضرب به أنفه وجبينه وخده حتى كسر أنفه وسالت الدماء على وجهه ولحيته، ونثر لحم جبينه وخده على لحيته، حتى كسر القضيب. فكانت شهادة هانئ بن عروة عاملا مؤثراً في فشل حركة مسلم بن عقيل وتفرق الناس عنه.

### شريح القاضي وشهادة الزور
وبلغ عمرو بن الحجاج أن هانئا قد قتل، فأقبل في مذحج حتى أحاط بالقصر ومعه جمع عظيم فقيل لعبيدالله بن زياد: وهذه فرسان مذحج بالباب؟ فقال لشريح القاضي: أدخل على صاحبهم فانظر إليه ثم اخرج وأعلمهم أنّه حي لم يقتل، فدخل شريح فنظر إليه، ثم خرج إليهم فقال لهم: إن الأمير لما بلغه كلامكم ومقالتكم في صاحبكم أمرني بالدخول إليه، فأتيته فنظرت إليه فأمرني أن ألقاكم واعرفكم أنّه حي، وأن الذي بلغكم من قتله باطل. فلما سمعوا مقالة شريح وشهادته انصرفوا.

## استشهاده
في الثامن من ذي الحجّة سنة ستين للهجرة وبعد شهادة مسلم بن عقيل أمر عبيد الله بن زياد بضرب عنق هانئ بن عروة فضربه مولى لعبيد الله بن زياد تركي، إسمه رشيد بالسّيف في سوق القصابين بعد أن شدّ كتافا. و لما أخرج ليقتل جعل يقول وا مذحجاه وأين مني مذحج وآ عشيرتاه وأين مني عشيرتي.

### جسد هانئ في سوق الكناسة
لم يكتف عبيد الله بن زياد بقتل مسلم بن عقيل وهانئ بن عروة بل أمر بقطع رأسيهما وبعث بهما إلى يزيد بن معاوية مع هانئ بن أبي حيّة الوداعي والزبير بن الأروح. فكتب اليه يزيد: أما بعد فإنك لم تعدُ ان كنت كما اُحب عملت عمل الحازم وصلت صولة الشجاع الرابط الجأش، فقد أغنيت وكفيت. و أمر ابن زياد بجثّتي مسلم وهاني فجرتا بالحبال ثم صلبتا في سوق الكناسة.

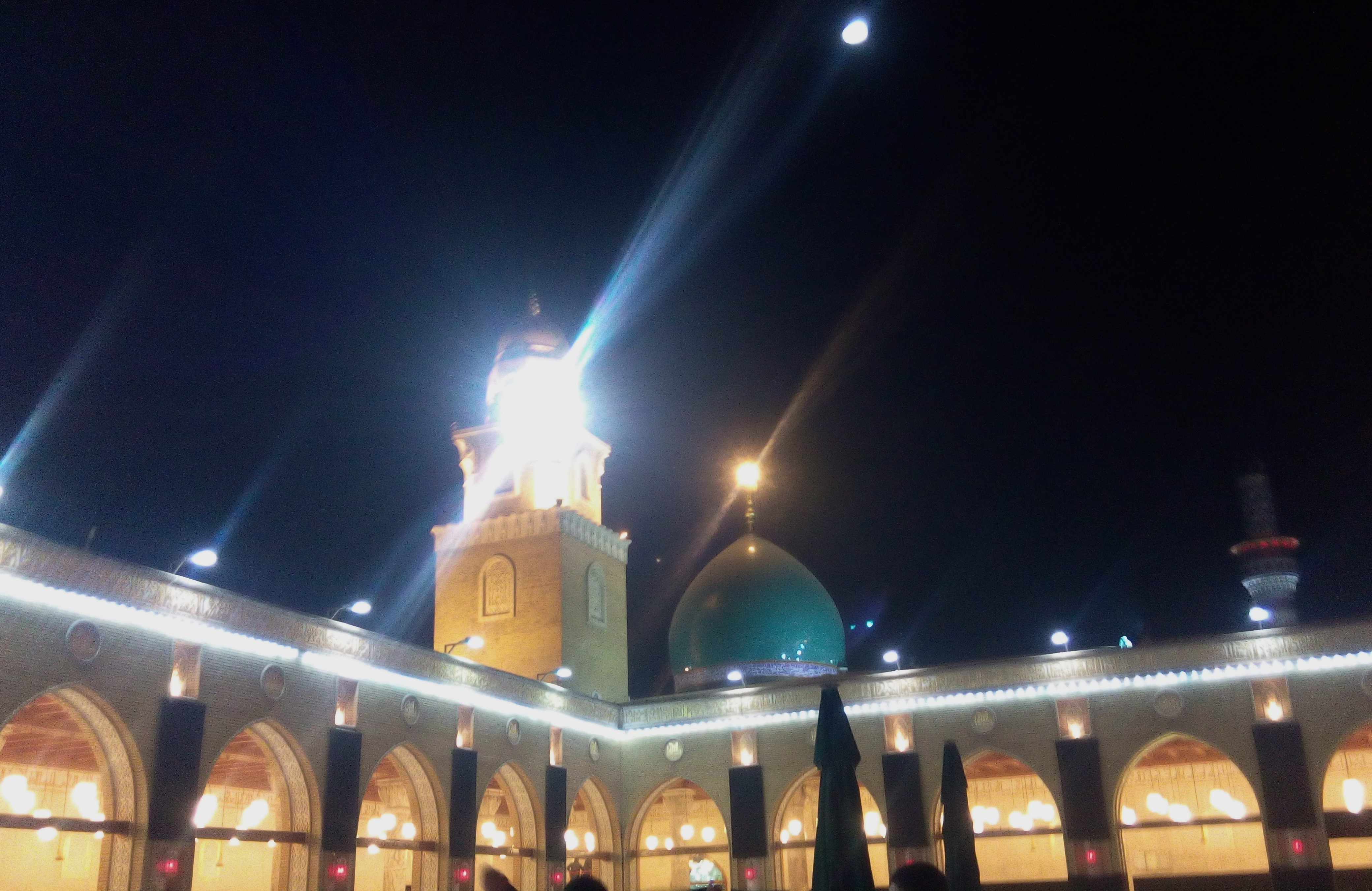
مرقد هانئ بن عروة في الكوفة.

### وصول خبر شهادة هانئ إلى الحسين
وصل خبر شهادة مسلم بن عقيل وهانئ بن عروة إلى الحسين وهو في منطقة الثعلبية أو زرود أو القادسية أو القطقطانة فخنقته العبرة، ثمّ قال: اللهم اجعل لنا ولشيعتنا منزلاً كريماً واجمع بيننا وبينهم في مستقر من رحمتك إنّك على كل شيء قدير.

## مرقده

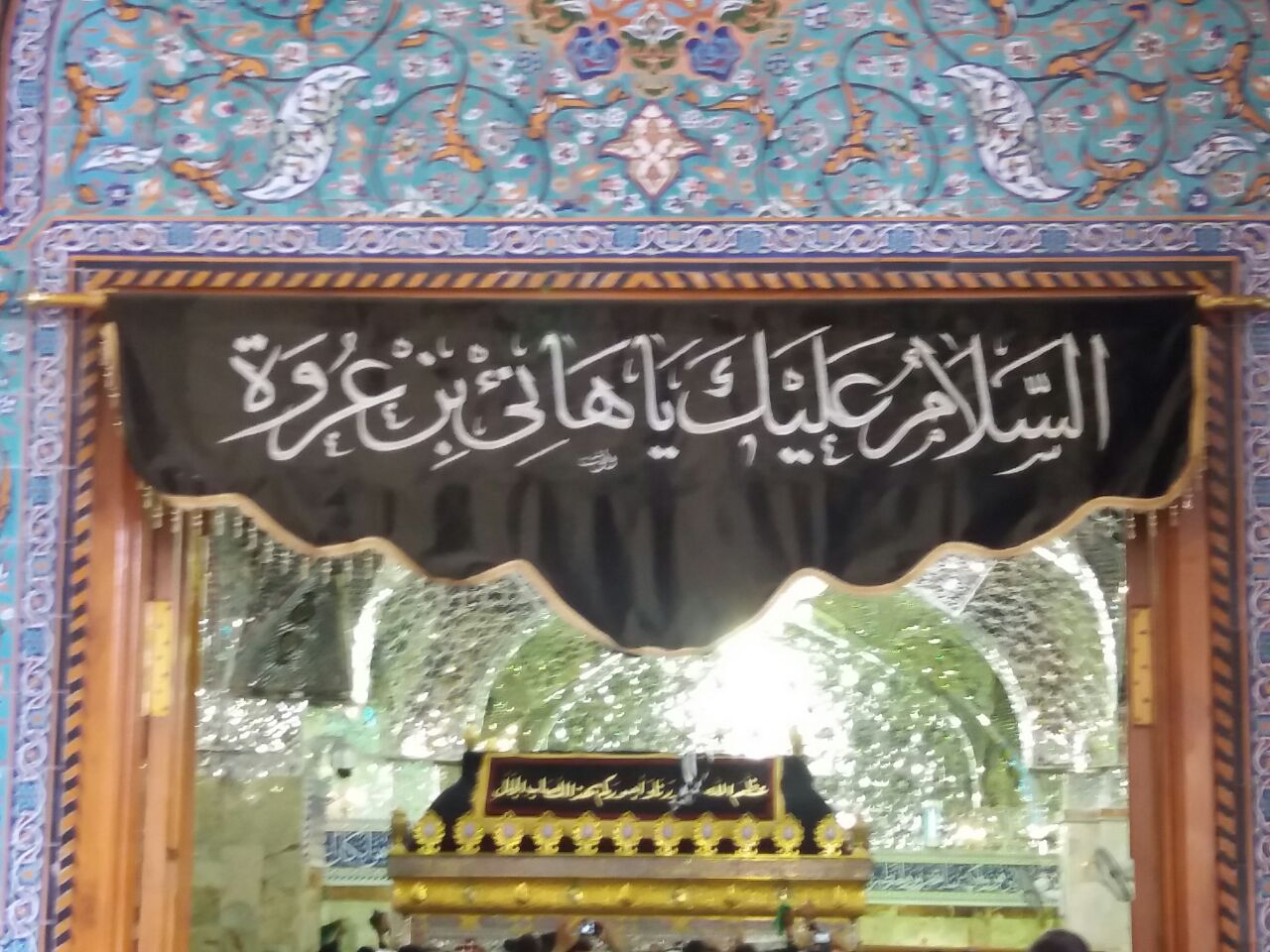
ضريح هانئ بن عروة في الكوفة.

دفن هانئ بن عروة إلى جنب دار الإمارة في الكوفة وقد شيّد المؤمنون له ضريحا متصلا ب خلف قبر مسلم بن عقيل من الجهة الشمالية. و يعد ضريحة اليوم أحد المزارات والأضرحة المعروفة التي يقصدها الشيعة من أتباع المذهب الإمامي.

### متى الزيارة
يزار هانئ بن عروة بزيارة خاصة جاء فيها: سلام الله العظيم وصلواته عليك يا هاني بن عروة السلام عليك أيها العبد الصالح المطيع الناصح لله ولرسوله ولأمير المؤمنين وللحسن والحسين عليهم السلام أشهد أنك قتلت مظلوما فلعن الله من قتلك واستحل دمك...

### يحيى بن هانئ بن عروة
يحيى بن هانئ كان سيد أهل الكوفة. وقال يحيى بن معين: يحيى بن هانئ بن عروة المرادي ثقة. وحدثنا عبد الرحمن قال: سألت أبي عن يحيى بن هانئ بن عروة فقال: ثقة صالح.